# ای‌آرای ساراندی (دی-۱۳)
ای‌آرای ساراندی (دی-۱۳) (به انگلیسی: ARA Sarandí (D-13)) یک کشتی است که طول آن ۱۲۶ متر (۴۱۳ فوت) می‌باشد. این کشتی در سال ۱۹۸۲ ساخته شد.